# Tsjernihiv

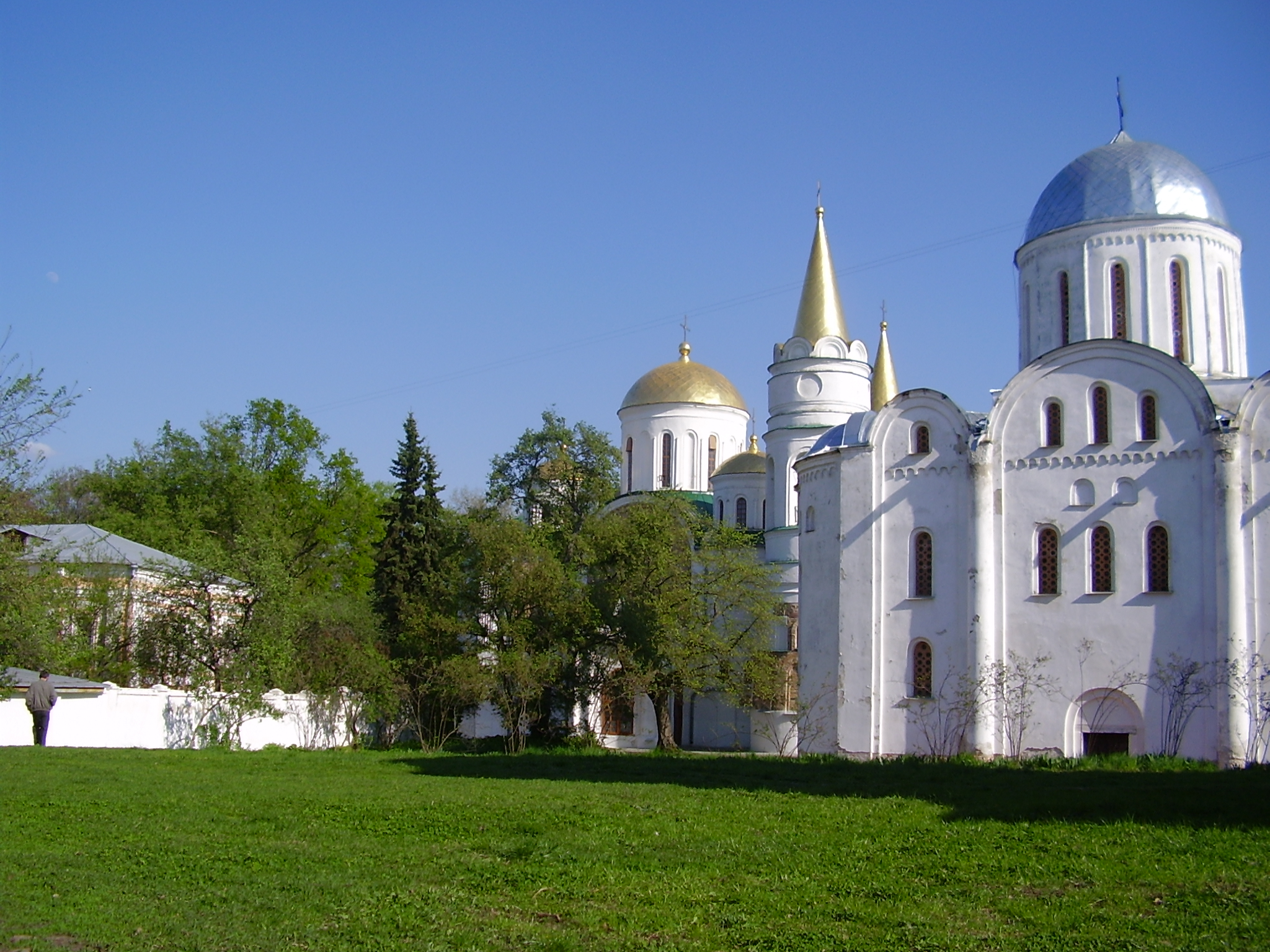
Kathedraal van de heilige Boris en Gleb

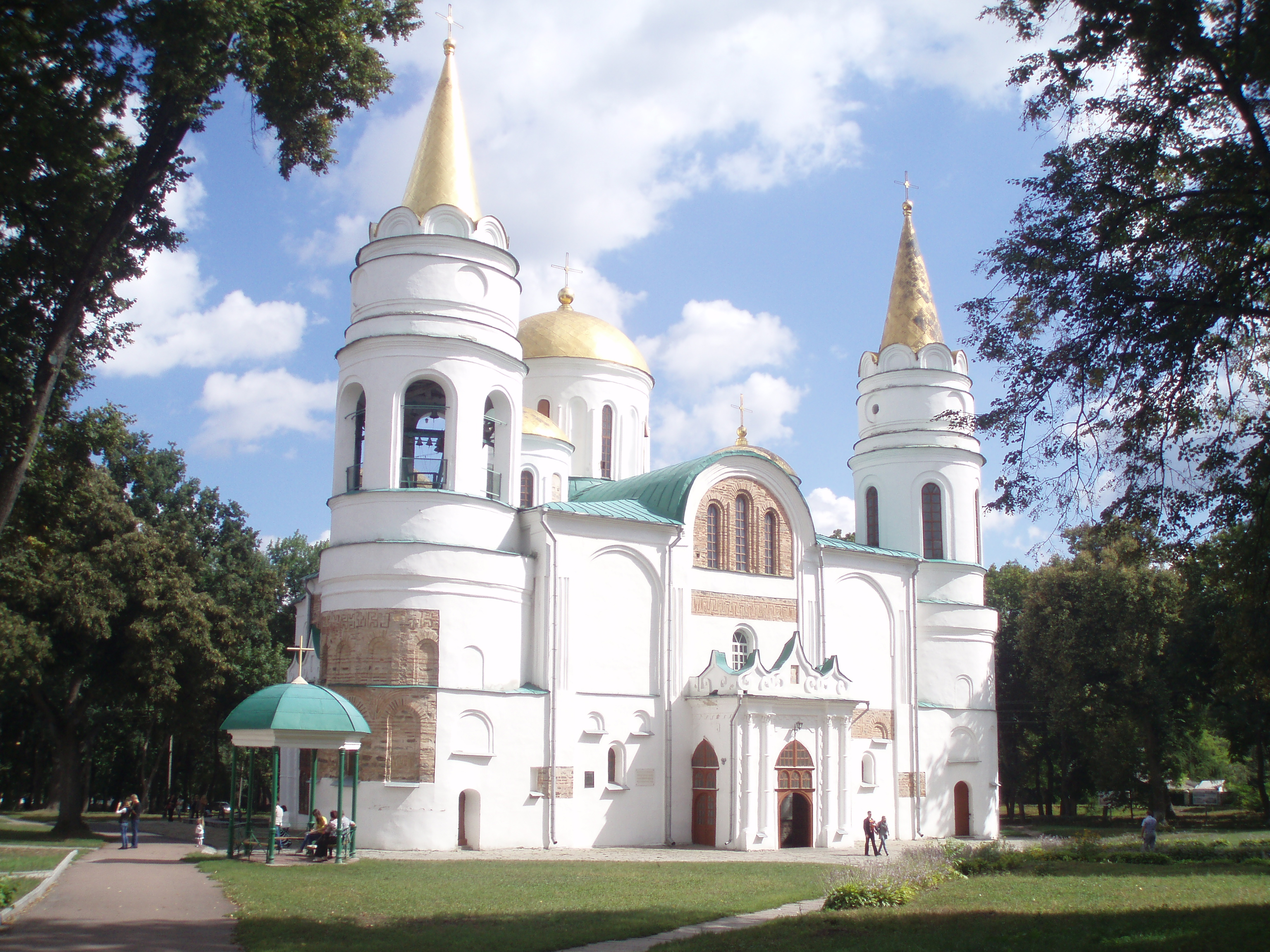
Kathedraal van Spaso-Preobraschenski

Tsjernihiv (Oekraïens: Чернігів, [t͡ʃerˈɲiɦiu̯]) is een historische stad in het noorden van Oekraïne.
Het is de hoofdstad van de gelijknamige oblast en tevens het bestuurlijke centrum van het omliggende en tevens gelijknamige rayon Tsjernihiv, waar de stad zelf geen deel van uitmaakt, omdat het een aparte stadsrayon vormt. Tsjernihiv heeft 304.994 inwoners.
De stad is gelegen aan de rivier de Desna.

## Geschiedenis
Tsjernihiv werd voor het eerst genoemd in 907, maar na archeologische opgravingen van een nederzetting met voorwerpen uit de tijd van het Rijk der Chazaren gaat men ervan uit dat de stad in ieder geval in de 9e eeuw al bestond als nederzetting van de Severjanen. Tegen het einde van de 10e eeuw had de stad waarschijnlijk zijn eigen vorsten.
Tsjernihiv was de op een na belangrijkste en welvarendste stad in het zuidelijke deel van het Kievse Rijk.
Vanaf het begin van de 11e eeuw was het de hoofdstad van het machtige vorstendom Tsjernigov, waarvan de machthebbers enkele keren wedijverden om de centrale macht met de grootvorsten van Kiev en regelmatig ook hun de macht wisten te ontnemen.
Het vorstendom was het grootste van het Kievse Rijk en omvatte niet alleen de steden van de Severjanen, maar ook afgelegen plaatsen zoals Moerom, Rjazan en Tmoetarakan.
De gouden eeuw van Tsjernihiv, toen de stad op zijn hoogtepunt 25.000 inwoners had, duurde tot 1239. In dat jaar werd de stad geplunderd door de Gouden Horde van Batu Khan, wat een lange periode van relatieve onbelangrijkheid inluidde.
De stad en het omliggende gebied kwamen na 1353 onder het grootvorstendom Litouwen. Daarna werd de stad in 1482 en 1497 opnieuw platgebrand door Meñli I Giray van het Kanaat van de Krim en van de 15e tot 17e eeuw kwam Tsjernihiv afwisselend in de handen van Litouwen, Moskou (1408-1420 en vanaf 1503) en het Pools-Litouwse Gemenebest (1618-1648). In 1623 ontving de stad het Maagdenburgs recht en in 1635 werd ze de hoofdstad van de woiwodschap Czernihów.
In het midden van de 17e eeuw, tijdens en na de Chmelnitski-opstand, werd het gebied opnieuw belangrijker. In de Zaporozje-Kozakkenstaat was Tsjernihiv de militaire standplaats van een kozakkenregiment.
De stad kwam na het Verdrag van Androesovo van 1667 officieel onder de heerschappij te staan van het tsaardom Rusland, waar Tsjernihiv een belangrijke stad werd in het autonome Kozakken-Hetmanaat. Nadat het Hetmanaat was opgeheven, werd de stad een gewoon bestuurlijk centrum in het Russische Rijk en de hoofdstad van plaatselijke bestuurlijke eenheden. Het gebied werd in het algemeen bestuurd door een gouverneur-generaal, die werd aangewezen in de Russische hoofdstad Sint-Petersburg, en Tsjernihiv was respectievelijk de hoofdstad van het plaatselijke Namestnitsjestvo (vanaf 1782), Klein-Rusland (vanaf 1797) en de goebernija Tsjernihiv (vanaf 1808).
Tijdens de Russische invasie van Oekraïne in 2022 is zwaar gevochten in de stad.

## Transport en verbindingen
Tsjernihiv beschikt over diverse vervoersmogelijkheden waarmee de stad verbonden is met andere steden in Oekraïne:

### Spoorwegen
De stad is aangesloten op het landelijke spoornetwerk. Een rechtstreekse treinverbinding verbindt Tsjernihiv met Kiev, op zo’n 129 kilometer afstand. Deze trein reist meerdere keren per dag en is een populaire keuze voor zowel forenzen als reizigers.

### Openbaar vervoer
Het stedelijke openbaar vervoer van Tsjernihiv bestaat uit bussen en trolleybussen. Na recente hervormingen in het netwerk zijn er momenteel 13 buslijnen en 7 trolleybuslijnen actief. De meeste busroutes worden bediend met moderne lagevloerbussen; een deel van de trolleybussen is onlangs vernieuwd. De stad past nieuwe technologieën toe voor elektronisch betalen en real-time monitoring van dienstregelingen. De infrastructuur wordt geleidelijk hersteld na oorlogsschade in 2022.

### Verbindingen met andere steden
Naar Kiev: met de trein ruim 2 uur reizen; daarnaast rijden er bussen.Naar Polen: reizen per bus via Kiev is mogelijk binnen 17 tot 20 uur.Naar andere plaatsen in de oblast Tsjernihiv en naburige steden vertrekken regelmatige regionale buslijnen vanaf het centrale busstation.

### Nieuwe initiatieven
In 2024 zijn 11 moderne lijnbussen geschonken door de gemeente St. Gallen (Zwitserland) aan Tsjernihiv, wat de capaciteit en kwaliteit van het stadsvervoer verder heeft verbeterd.
Zie ook Kiev, Oblast Tsjernihiv, Spoorwegen in Oekraïne en Openbaar vervoer voor meer informatie over transportverbindingen in de regio.

## Geboren in Tsjernihiv
- Pavel Axelrod (1850–1928), Russische marxistische revolutionair
- Angelica Balabanova (1875–1965), Italiaanse socialistische feministe
- Anatoli Rybakov (14 januari 1911), Russisch schrijver
- Valentyna Sjevtsjenko (2 oktober 1975), langlaufster
- Oksana Chvostenko (27 november 1977), biatlete
- Serhij Semenov (28 juli 1988), biatleet
- Jegor Baboerin (9 augustus 1993), Russisch voetballer
- Andrii Ponomar (5 september 2002), wielrenner